# Stadtkirche (Bad Muskau)

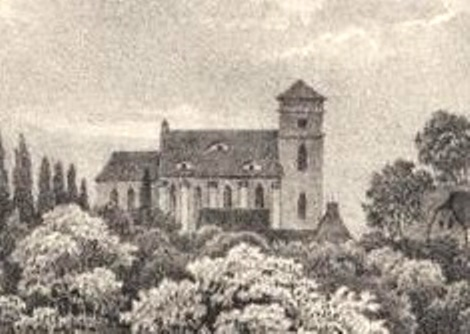
Kirche Muskau 1839

Die Stadtkirche Muskau – auch: Deutsche Kirche Muskau – war ein evangelisches Kirchengebäude in der Stadt Muskau im Landkreis Görlitz in der sächsischen Oberlausitz. Die im Jahr 1622 vollendete Stadtkirche wurde 1959 gesprengt, da die Kirchengemeinde keine Mittel zur Verkehrssicherung und den Wiederaufbau und die staatlichen Behörden kein Interesse daran hatten. Sie gehörte der Kirchengemeinde Muskau im Kirchenkreis Schlesische Oberlausitz der Evangelischen Kirche Berlin-Brandenburg-schlesische Oberlausitz.

## Geschichte
Die Grundsteinlegung für die evangelische Kirche im nachgotischen Stil erfolgte 1605 auf Veranlassung von Wilhelm von Dohna, Besitzer der Muskauer Herrschaft. Bis zur Kirchweihe der nach Plänen von Dombaumeisters Bevilaqua errichteten Kirche am 19. Mai 1622 dauerte es siebzehn Jahre. 
1643 von schwedischen Soldaten in Brand gesetzt, wurde sie bis 1646 wieder aufgebaut und fiel beim Stadtbrand 1766 erneut in Schutt und Asche. Bis 1782 wurde sie leicht verändert wieder aufgebaut: Das zuvor schlanke Turmoberteil mit doppelter Laterne wurde damals vereinfacht, der Kirchturm bekam ein flaches Zeltdach.
Am Ende des Zweiten Weltkriegs brannte das Gotteshaus im April 1945 aus. Erhalten blieben die starken Umfassungsmauern, Sakristei, Patronats-Loge, das Gewölbe des Mittelschiffes und der Chor.
Bis Mai 1948 gab es zwischen der Kirchenleitung und Sachsens Amt für Denkmalpflege Gespräche über den Wiederaufbau der Stadtkirche, diese blieben ergebnislos. Im Januar 1952 wurde die Stadtkirche enttrümmert sowie loses Gesteinsmaterial beseitigt.
Am 28. Juli 1958 befand der Gemeindekirchenrat der evangelischen Kirchgemeinde in Muskau (der Beiname „Bad“ wurde 1961 verliehen), dass weder die Kosten für den Wiederaufbau noch die Kosten für den Abriss der beschädigten Kirche aufgebracht werden könnten.
Kurze Zeit später schuf der Rat des Kreises (vergleichbar Landratsamt) Weißwasser (Bezirk Cottbus) Fakten: Er ordnete insgeheim den Kirchen-Abbruch an – im Gegensatz zum Ministerium für Kultur der DDR, das den Abriss abgelehnt hatte. Doch das erfuhr die Kirchgemeinde erst im Februar 1959 und auch nur mündlich.
Später wurde bekannt, dass der Rat des Kreises für seine Entscheidung die Zustimmung vom Rat des Bezirkes Dresden und auch vom Zentralkomitee der SED in Berlin bekommen hatte. Damit konnten die lokalen Entscheider die Rücksprache mit dem kulturell zuständigen Institut für Denkmalpflege Dresden umgehen.
Staatlicherseits wurde ab 16. März 1959 die Sprengung vorbereitet. In einem Kirchendokument heißt es dazu: „Da der Abriss bereits im vollen Gange ist, muss bedauerlicherweise die Kirchgemeinde der staatlichen Macht weichen.“ Am 25. März 1959 nahmen die Christen dieser Kirchgemeinde mit dem letzten Gottesdienst Abschied von ihrer Stadtkirche.
Der Abriss dauerte drei Wochen. Die Sprengungen erfolgten an vier Tagen zwischen dem 3. und dem 24. April 1959. Die Räumungsarbeiten und der Abtransport der Trümmer folgten bis Januar 1960.
Im Jahr 1973 verkaufte die Kirchgemeinde Bad Muskau das Grundstück auf dem Kirchplatz. Der historische Kirchengrund wurde „Eigentum des Volkes“ – so die damalige offizielle Bezeichnung zur DDR-Zeit – und der Rat der Stadt Bad Muskau der Rechtsträger.

## Gegenwart
Auf dem Kirchplatz in Bad Muskau erinnern seit 2015 ein Miniaturmodell der Kirche sowie zwei Informationstafeln an das einstige Gotteshaus. Ein Holzkreuz gedenkt der auch als „Deutsche Kirche“ bekannten Stadtkirche.